# 5. korpus (Kopenska vojska ZDA)
Za druge 5. korpuse glejte 5. korpus.
5. korpus (izvirno angleško V Corps) je korpus Kopenske vojske Združenih držav Amerike.